# Brachyelatus viridis
Brachyelatus viridis is een vliesvleugelig insect uit de familie Perilampidae. De wetenschappelijke naam is voor het eerst geldig gepubliceerd in 1954 door Hoffer & Novicky.